# Scuola marescialli dell'Aeronautica Militare
La Scuola Marescialli dell'Aeronautica Militare / Comando Aeroporto di Viterbo è il luogo dove vengono formati militarmente e professionalmente i Marescialli dell'Aeronautica Militare italiana, con sede nella città di Viterbo.

## Storia
La sede dei corsi Marescialli era presso l'allora Scuola Sottufficiali Aeronautica Militare, creata nel dal 1948 ubicata all'interno della Reggia di Caserta (poi ridenominata Scuola specialisti dell'Aeronautica Militare). Nel 2004 è stata trasferita a Viterbo presso l'aeroporto di Viterbo della città, ed è operativa dal 1º novembre di quell'anno; è posta alle dipendenze del Comando Scuole dell'Aeronautica Militare.
Presso la scuola di Caserta sono rimasti i corsi di formazione dei sottufficiali del Ruolo sergenti.

## La scuola
L'attuale formazione ha durata triennale e comporta il conseguimento di una laurea di primo livello in Scienze politiche e delle relazioni internazionali (convenzione con l'Università della Tuscia); si accede ogni anno tramite un concorso pubblico e un concorso interno riservato a Volontari in servizio permanente e Sergenti. In particolare l'iter di chi fa parte della Categoria "Sanità", prevede che la laurea da conseguire al termine del corso sia quella di primo livello in Infermieristica (tramite la convenzione con l'università "La Sapienza" di Roma). Sempre nell'ambito della Categoria "Sanità" a partire dall'Anno Accademico 2015/2016 con il 18º Corso Normale è stato introdotto l'iter formativo che prevede il conseguimento della Laurea Triennale in "Tecniche di Laboratorio Biomedico" presso l'Università degli Studi di Roma "La Sapienza" - Sede di Viterbo. Tale formazione universitaria è stata avviata a partire dall'8º corso Marescialli, mentre fino al 7º corso (l'ultimo svoltosi nella precedente sede) l'iter era biennale e non prevedeva il rilascio di titoli accademici.

## I corsi
Riprendendo una tradizione dell'Accademia Aeronautica, i corsi Marescialli hanno una propria denominazione che, seguendo l'alfabeto italiano, riprende quella di corpi celesti o antiche divinità. La prima generazione dei corsi marescialli si è data i seguenti nomi:     

### CorsoAltair
Il 1º Corso Marescialli dell'Aeronautica Militare riprende il nome della stella Altair. Si è svolto dal 7 gennaio 1999 al 7 gennaio 2001 presso la Scuola sottufficiali di Caserta.
Odiernamente è in atto il periodo di formazione del nuovo corso Altair II che ha prestato giuramento il 12 aprile 2018.
Il motto del corso è: Supra vires ultra sidera
Questo il sito web per gli allievi del I corso: https://web.archive.org/web/20160305064016/http://www.corsoaltair.altervista.org/
Mentre quest'altro è del Corso Altair II:
https://corsoaltair.wixsite.com/corsoaltair

### CorsoBlazar
Il 2º Corso Marescialli, costituito da 327 allievi delle categorie "Armamento", "Edili", "Chimici", "Aeronautici", "Elettronici" e "Controllo Spazio aereo" prende il nome dal quasar Blazar.Simbolo del corso è una fenice che risorge dalle sue ceneri. Si è svolto dal 23 novembre 1999 al 23 novembre 2001 presso la Scuola Sottufficiali di Caserta. Tra i vanti dei suoi allievi vi fu la prestazione ai ludi sportivi dove rimasero imbattuti nei confronti sia del corso precedente che di quello successivo.
Il motto del corso è: Numquam desistere adversis

### CorsoChiron

Lo stemma del corso Chiron.

Il 3º Corso Marescialli prende il nome dalla figura mitologica di Chiron, rappresentata dalla costellazione del Centauro.
La rappresentazione araldica del corso prende spunto da un gruppo marmoreo presente nei giardini della Reggia di Caserta, rappresentante il centauro Chiron passante, maestro dell'eroe Achille. Altri elementi ripresi per l'araldica del corso sono l'ape, la spada e il compasso indicanti le virtù a cui il corso si ispira. Si è svolto dal 23 ottobre 2000 al 23 ottobre 2002 presso la Scuola Sottufficiali di Caserta.
Il motto del corso è: Fabres fortunae intra nimbos

### CorsoDeimos
Il 4º Corso Marescialli prende il nome da Dimo, uno dei cavalli del dio greco Ares. Si è svolto dal 29 ottobre 2001 al 29 ottobre 2003 presso la Scuola Sottufficiali di Caserta.
È stato il primo corso aperto alle donne, e ha formato marescialli delle categorie armieri, geofisici, controllo spazio aereo, aeronautici ed elettronici.
Il motto del corso è: Sic itur ad astra

### CorsoElios
Il 5º Corso Marescialli prende il nome dalla figura mitologica di Elio. Il corso si è svolto dal 15 ottobre 2002 al 12 ottobre 2004 presso la Scuola Sottufficiali di Caserta.
Il motto del corso è: Per sidera ultra solem

### CorsoFobos
Il 6º Corso Marescialli prende il nome da Fobos, uno dei satelliti di Marte e dall'omonima figura mitologica.
Il corso si è svolto dal 14 ottobre 2003 al 14 ottobre 2005 presso la Scuola Sottufficiali di Caserta.
Il motto del corso è: Astra monita sunt

### CorsoGladius
Il 7º Corso Marescialli prende il nome dal Gladio romano. Il corso si è svolto dal 18 ottobre 2004 al 18 ottobre 2006 presso la Scuola Sottufficiali di Caserta. Il Corso è stato l'ultimo ad essersi svolto nella storica e prestigiosa sede della Reggia di Caserta.
Il 26* Corso Marescialli Gladius II è costituito da 134 allievi entrati a far parte della scuola il 25 settembre 2023. La cerimonia del Giuramento è avvenuta il 19 aprile 2024. Il colore di corso è il rosso.
Il motto del corso è: Omnia visus a coelo comprendit

### CorsoIzar
L'8º Corso Marescialli prende il nome dalla stella Izar della costellazione di Boote. Il corso è iniziato il 1º settembre 2005 presso la Scuola Marescialli di Viterbo, il primo tenutosi in questa nuova sede, per poter frequentare il corso di laurea in Scienze Organizzative e Gestionali dell'Università della Tuscia
Il motto del corso è: Virtute studiorum robore cordis

### CorsoLaran
Il 9º Corso Marescialli prende il nome dalla figura mitologica di Laran, guerriero della mitologia etrusca assimilabile nella cultura greca ad Ares, o nella cultura romana a Marte. Il corso è iniziato il 5 settembre 2006 presso la Scuola Marescialli di Viterbo.
Il motto del corso è: Humilitas discendi officium imperandi

### CorsoMythras
Il 10º Corso Marescialli prende il nome dalla divinità persiana Mythras. La divinità ed il suo culto erano un'esclusiva del Gran Re persiano, Mitra era difatti il dio della luce, della giustizia e portatrice di vittoria, nonché custode dei giuramenti. Il suo culto venne portato poi a Roma dalle legioni stesse che lo associarono al culto di Marte.
Lo stemma del corso raffigura Mitra con la tipica armatura ellenica e l'elmo frigio circondato da un ricco simbolismo che richiama le quattro virtù etiche militari. La Fortezza è rappresentata dalla roccia su cui poggia saldo il suo piede, la Giustizia dalla fiaccola che solleva al cielo e fissa col suo sguardo, l'Umiltà da una fune che cinge il suo corpo, in quanto chi è umile conta oltre che su se stesso sull'aiuto dei propri compagni e quindi sull'unità, mentre infine la Prudenza dalla costellazione dell'auriga, in quanto i latini definivano appunto la prudenza quale cocchiera di tutte le virtù.
Il corso è iniziato il 5 settembre 2007 presso la Scuola Marescialli di Viterbo.
Il motto del corso è: Semper indomiti, numquam superbi.

### CorsoNash
L'11º Corso Marescialli prende il nome dalla stella più luminosa tra quelle che formano la costellazione del Sagittario, ed esattamente quella che rappresenta la punta della freccia.
Il corso è iniziato il 1º settembre 2008 presso la Scuola Marescialli di Viterbo.
Il motto del corso è: In hoc signo vinces.

### CorsoOnùris
Il 12º Corso Marescialli è denominato Onùris dal nome del Dio della guerra e patrono dell'esercito egizio, nonché simbolo di forza e protezione.
Il Corso è' iniziato il 1º settembre 2009 presso la Scuola marescialli di Viterbo.
Con i suoi 127 componenti (105 uomini e 22 donne) risulta essere il Corso più numeroso dalla creazione della S.M.A.M..
È il primo Corso della storia della Scuola Marescialli di Viterbo ad aver vinto tutte e tre le edizioni dei Ludi sportivi alle quali ha partecipato negli anni di permanenza.
Il motto del Corso è Ex omnibus nostra vis oritur.

### CorsoPhoenix
Il 13º Corso Marescialli prende il nome Phoenix, cioè fenice, uccello mitologico noto per il fatto di rinascere dalle proprie ceneri dopo la morte; inoltre è il nome di una costellazione dell'Emisfero Australe. Composto da 67 allievi (61 uomini e 6 donne), 61 hanno frequentato la facoltà di Scienze organizzative e gestionali presso l'Università della Tuscia, e 6 la facoltà di Infermieristica presso l'Università La Sapienza di Roma (sede distaccata di Viterbo).
Il corso è iniziato il 31 agosto 2010 presso la Scuola Marescialli di Viterbo.
Con una cerimonia, avvenuta il 21 settembre 2012, gli allievi del 13º Corso Phoenix sono stati promossi Marescialli di 3ª classe dell'Aeronautica Militare.
Il motto del corso è: Sapientia Nostrum Ignem Praebet'

### CorsoReshef
Il 14º Corso Marescialli prende il nome Reshef, dio assiro della guerra e guaritore dalle pestilenze, capace di coniugare in sé le opposte polarità di vita e morte.
Il dio è rappresentato insieme ad un molosso mesopotamico, utilizzato per la caccia e la guerra.
Il corso è iniziato il 31 agosto 2011 presso la Scuola Marescialli di Viterbo. È composto da 96 allievi (tra cui 18 donne); di questi 88 frequentano il corso di Laurea Triennale in Scienze Organizzative e Gestionali presso l'Università della Tuscia e 8 quello in Scienze Infermieristiche presso l'Università La Sapienza di Roma (sede distaccata di Viterbo).
Il 19 aprile 2012 hanno prestato solenne giuramento.
Il 2 ottobre 2012 i corsisti sono stati autorizzati ad indossare le categorie di specialità.
Il 9 ottobre 2012 è stato consegnato il Dedalo al Capo Corso All. M.llo Domenico Cassese e al Capo Classe Infermieri All. M.llo Ilaria Valentini. Il Dedalo, è un importante riconoscimento riservato agli allievi con la più alta media voti e il relativo distintivo viene indossato per tutto il secondo anno.
L 8 novembre 2013 con una cerimonia alla quale hanno partecipato i familiari dei corsisti sono stati consegnati i gradi di Maresciallo di 3ª Classe.
Il motto del corso è: Virtute Duce Comite Fortuna.

### CorsoSirrush
Il 15º Corso Marescialli prende il nome Sirrush, drago tratto dalla mitologia babilonese, rappresentato sulla porta di Ishtar quale minaccioso custode garantisce l'accesso a Babilonia.
Il corso è iniziato il 6 settembre 2012 presso la Scuola Marescialli di Viterbo. È composto da 87 allievi (tra cui 13 donne); di questi 80 frequentano il corso di Laurea Triennale in Scienze Organizzative e Gestionali presso l'Università della Tuscia e 7 quello in Scienze Infermieristiche presso l'Università La Sapienza di Roma (sede distaccata di Viterbo).
Il 24 aprile 2013 hanno prestato solenne giuramento.
Il 24 aprile 2013 hanno prestato solenne giuramento.
Il 6 settembre 2013 i corsisti sono stati autorizzati ad indossare le categorie di specialità.
Il motto del corso è: Vana Est Vis Sine Honore.

### CorsoThunor
Il 16º Corso Thunor ha iniziato il suo periodo di addestramento il 24 settembre 2013 presso la Scuola Marescialli.
Esso è composto da 95 Allievi Marescialli di cui 89 iscritti all'Università degli Studi della Tuscia e 6 Allievi Marescialli iscritti alla facoltà di Infermieristica presso La Sapienza di Roma.
Il Corso Thunor è il primo corso di colore verde a vincere i ludi sportivi da quando l'istituto si è spostato a Viterbo.
Il 29 aprile 2014 hanno prestato solenne giuramento.
Il motto del corso è: Unicum Limen Ipso Figente Est.

### CorsoUriel
Il 17º Corso Uriel ha iniziato l'iter formativo presso la Scuola Marescialli dell'Aeronautica Militare il 24 settembre 2014.
Il Corso è costituito da 84 allievi marescialli (16 donne) di cui 78 sono iscritti al corso di Laurea Triennale in Scienze Politiche e delle Relazioni Internazionali presso l'Università degli Studi della Tuscia, e 6 iscritti alla facoltà di Scienze Infermieristiche presso l'Università "La Sapienza" di Roma.
Il colore del XVII Corso è il rosso.
Il 30 aprile 2015 hanno prestato solenne giuramento.
Il motto del corso è: Alata Mente Flammanti Corde

### CorsoVidharr
Il 18º Corso Vidharr ha iniziato il suo iter formativo il 30 settembre 2015, inizialmente composto da 76 Allievi ai quali poi si sono aggiunti altri per un totale attuale di 102 Allievi Marescialli (20 donne).
Il Corso presenta 94 Allievi che sono iscritti al corso di Laurea Triennale in Scienze Politiche e delle Relazioni Internazionali presso l'Università degli Studi della Tuscia, 7 Allievi frequentano il Corso di Laurea in Scienze Infermieristiche presso l'Università "La Sapienza" di Roma e 1 Allievo è iscritto al Corso di Laurea in Tecniche di Laboratorio Biomedico presso l'Università "La Sapienza" di Roma. (Il primo in assoluto di tutti i tempi)
Il colore del 18º corso è il Giallo.
Il 20 aprile 2016 hanno prestato solenne giuramento.
Il motto del corso è: Humiles in terra, immensi in caelis

### CorsoZephyr
Il 19º Corso Zephyr ha iniziato il suo iter formativo nel settembre 2016, inizialmente composto da 100 Allievi ai quali si sono poi aggiunti altri per un totale  di 143 Allievi Marescialli (14 donne).
Il Corso presenta 139 Allievi che hanno conseguito la Laurea Triennale in Scienze Politiche e delle Relazioni Internazionali presso l'Università degli Studi della Tuscia e 5 Allievi che hanno conseguito la Laurea in Scienze Infermieristiche presso l'Università "La Sapienza" di Roma.
Il colore del 19º corso è il Verde.
È il secondo Corso della storia della Scuola Marescialli di Viterbo ad aver vinto tutte e tre le edizioni dei Ludi sportivi alle quali ha partecipato negli anni di permanenza, ma il primo Corso a conseguire questo risultato gareggiando ogni anno con gli altri due corsi presenti nella scuola.
Il motto del corso è: Perseverantiae ventus audaces ducit